# Paran'ginskij rajon
Il Paran'ginskij rajon (in russo Параньгинский район?) è un rajon della Repubblica dei Mari, nella Russia europea, istituito nel 1931. Il capoluogo è Paran'ga. Il rajon ricopre una superficie di 791,66 chilometri quadrati ed ospitava nel 2023 una popolazione di 13 181 abitanti.